# FC UTA Arad

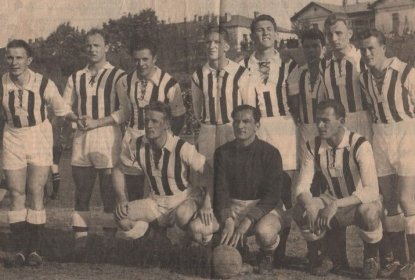
UTA Arad (1946–1947)

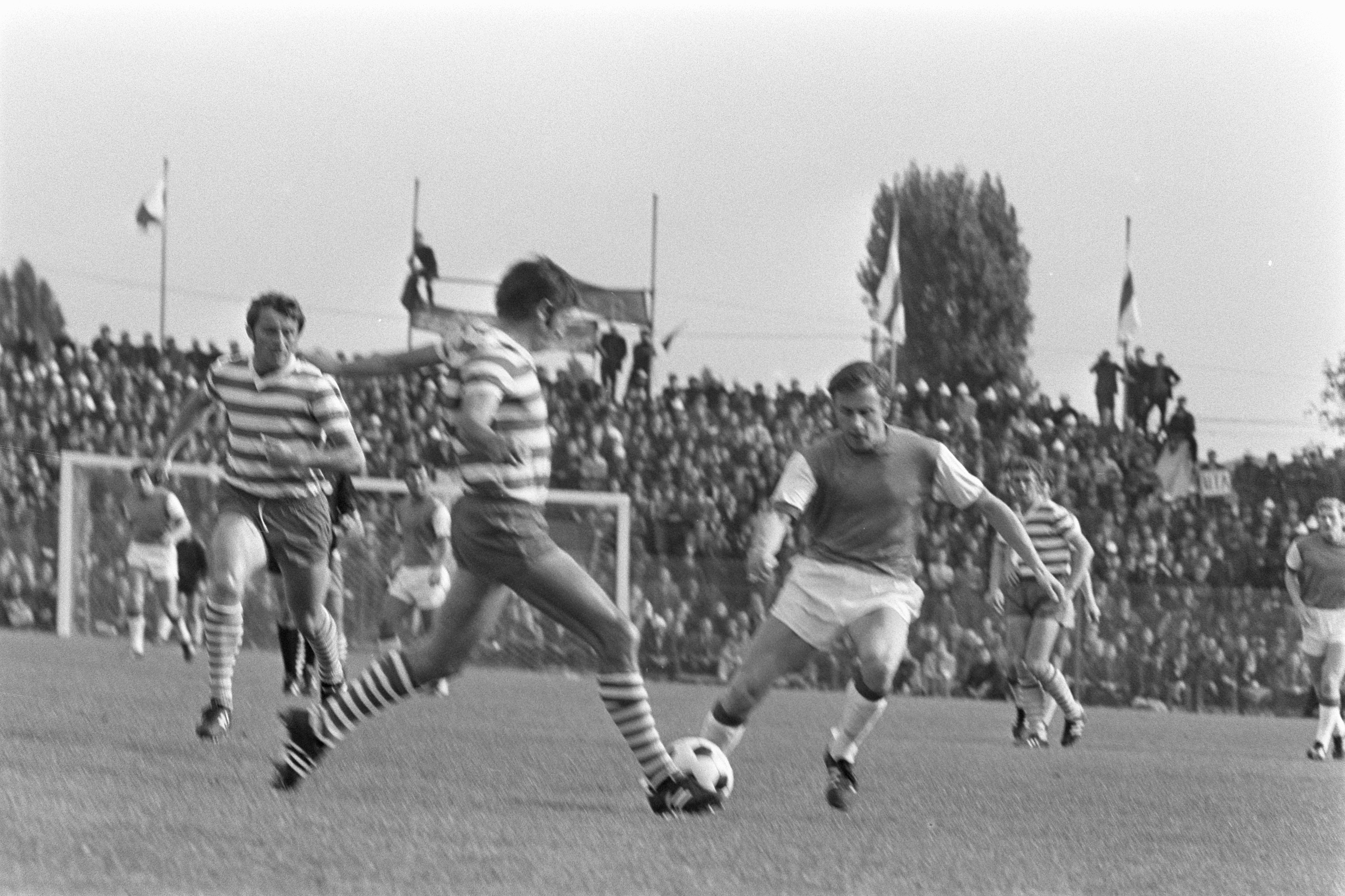
Partido de vuelta (0-0) de la Copa de Europa entre el UTA Arad y Feyenoord, 30 de septiembre de 1970 en Arad.

El Fotbal Club Municipal Uzina Textila Arad, más conocido simplemente como UTA Arad, es un club de fútbol rumano, de la ciudad de Arad en Rumania. Fue fundado el 18 de abril de 1945 y juega en la Liga I. A lo largo de su historia ganó la liga rumana en seis ocasiones —solo Steaua Bucarest, Dinamo Bucarest y Venus Bucarest ganaron más títulos de la liga—. UTA también ganó la Copa de Rumania dos veces. 

## Historia

### Fundación y primera edad dorada (1945-1953)
El club fue fundado el 18 de abril de 1945 bajo el nombre de IT Arad (Industriile Textile Arad) bajo la propiedad del barón Francisc von Neumann. Los colores del equipo eran el rojo y blanco.
El comienzo de la historia del club fue exitoso debido a que una gran cantidad de jugadores talentosos se encontraban en el equipo. Así, entre 1946 y 1954, el club, bajo la denominación Flamura Roșie Arad, ganó el campeonato de Rumania en cuatro veces (1946-47, 1947-48, 1950, 1954) y la Copa en dos ocasiones (1947-1948, 1953). Los entrenadores Francisc Dvorsák y Coloman Braun-Bogdan se beneficiaron durante este período de muchos jugadores internacionales como Alexandru Marky, Gyula Loránt, Gheorghe Băcuț I, Adalbert Pall, Alexandru Meszaros, Iosif Petschovski, Adalbert Kovacs, Ioan Reinhardt, Andrei Mercea, Ladislau Bonyhadi o Mátyás Tóth III.

### Segunda edad dorada (1966-1970)
Un segundo período brillante fue durante 1966 y 1970, cuando, bajo el mandato del entrenador Nicolae Dumitrescu III, impusieron su supremacía en el campeonato rumano y participaron en las competiciones europeas de primer nivel. Ganaron dos títulos de Divizia A en las temporadas 1968-69 y 1969-70 y jugó un final de la Copa de Rumania en 1965-66 que perdió, sin embargo, ante el Steaua Bucureşti. También durante este período jugó en la Copa de Europa, logrando una destacada actuación en septiembre de 1970 cuando eliminaron a los vigentes campeones del Feyenoord. El partido de ida fue disputado en el Feijenoord Stadion y el UTA consiguió un valioso empate a un gol gracias a un tanto conseguido por Florian Dumitrescu. En el partido de vuelta, el UTA hizo valer su anterior empate y el partido en el Stadionul Francisc von Neumann acabó con empate sin goles, por lo que el UTA eliminaba al campeón de Europa holandés. En segunda ronda, el equipo rumano se enfrentó al Estrella Roja de Belgrado por un global de 6–1.
Los jugadores utilizados durante este período fueron Carol Weichelt, Gavril Birău, Dumitru Chivu, Hristos Mețcas, Ioan Igna, Vasile Jac, Emil Floruț, Nicolae Pantea, Flavius Domide, Mihai Țîrlea, Gheorghe Gornea, Ion Bătrîna, Gavril Birău, Bakos, Ștefan Czako, Mircea Axente, Jenö Pozsonyi, Petre Șchiopu, Mircea Petescu, Flavius Domide, Iosif Lereter, Ilie Moț, József Pecsovszky y Ladislau Petschovski III.

### Crisis deportiva e institucional 1975-presente)
Un tercer período, más largo en el tiempo, pero esta vez con resultados negativos, se inició después de 1975. Por otra parte, al final de la temporada 1978-79 el club descendió por primera vez en su historia a Divizia B, registrando hasta el año 1993 una evolución modesta. Despide como un descenso, el equipo número un montón de jugadores valiosos, tales como: Stefan Kukla, Şt. Gáll, D. Ologeanu, S. Colnic, C. Uilecan, Marcel Coraș, E. Schepp, L. Nedelcu II, S. Iorgulescu, M. Jivan, D. Gáspár, L. Giurgiu, D. Cura, I. Bîtea, Helmuth Duckadam, L. Bubela, M. Leac, I. Bódi, Em. Hirmler, M. Ţîrlea II, Gh. Váczi II, C. Găman, Fr. Tisza, S. Vuia, J. Csordas, I. Nagy o Roland Nagy.

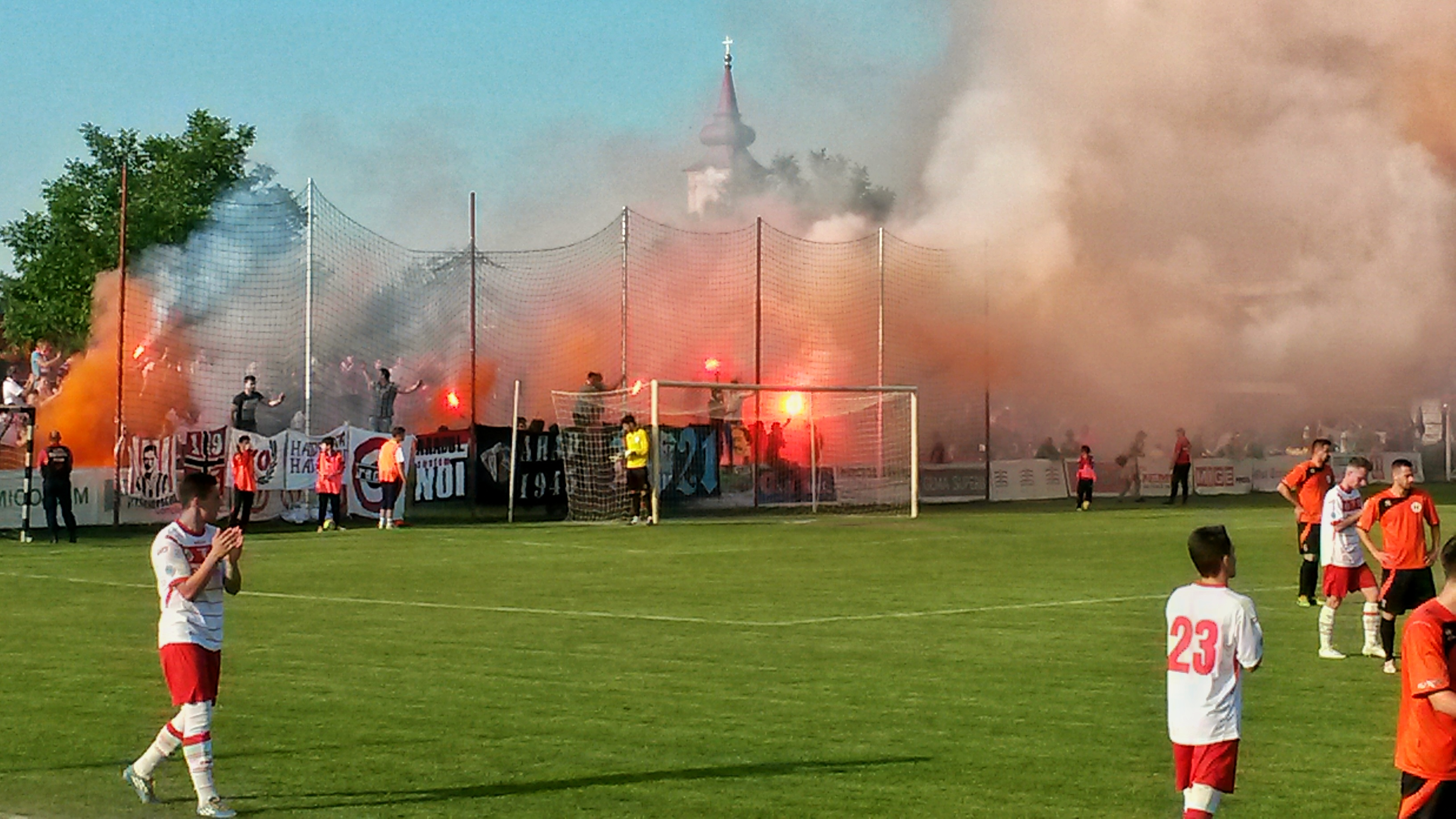
Un partido del UTA en 2015 en el estadio Motorul.

En 1993, la UTA regresó a la Divizia A, pero solo por un corto período de tiempo, porque después de dos temporadas, perdió de nuevo la categoría y entró en un período de crisis institucional que afectó al rendimiento deportivo. Los jugadores utilizados durante este período fueron L. Ivan, A. Papp, M. Sinescu - L. Dronca, Al. Gaica, F. Lingurar, Ad. Lucaci, G. Neagu, R. Negrilă, D. Nini, Florentin Petre, M. Plişca, Cl. Riviş, M. Ţucudean - Călin Mariş, Ad. Negrău, Cr. Puskás, Ad. Slave, D. Târţău, M. Ţîrlea II, Ad. Ungur.
El balance general de las presencias en las diferentes divisiones es el siguiente: 38 temporadas en la Liga I (1946-79, 1981-82, 1993-95, 2002-03, 2006-2008) y 24 temporadas en la Liga II (1979-1981, 1982-1993, 1995-2002, 2003-2006, 2008-presente).
Durante los años, el club ha cambiado su nombre en varias ocasiones: IT Arad (1945–1949), Flamura Roșie Arad (1950–1957) y UTA Arad desde 1958. Hubo algunas otras variaciones que afectaron a la denominación y que fueron: FCM UTA (1984–1985, 1985–1986, 2006–2010), CSM UTA (1985, 1986–1995) y FC UTA (1995-2006, 2010-presente). Además de los títulos ganados con el primer equipo, el club también ha ganado cinco títulos con el equipo juvenil (1957-58, 1958-59, 1967-68, 1995-1996, 2000-2001).

## Jugadores

### Plantilla 2025/26
- = Lesionado de larga duración
- = Capitán

## Palmarés
- Liga I (6): 1946-47, 1947-48, 1950, 1954, 1968-69, 1969-70

- Subcampeón (1): 1971–72

- Copa de Rumania (2): 1947–48, 1953

- Subcampeón (2): 1950, 1965–66

- Liga II (4): 1980–81, 1992–93, 2001-02, 2019-20

- Subcampeón (5): 1982–83, 1988–89, 1989–90, 1991–92, 1998–99

## Participación en competiciones de la UEFA
| Temporada | Torneo               | Ronda            | Club                  | Casa  | Visita | Global    |
| --------- | -------------------- | ---------------- | --------------------- | ----- | ------ | --------- |
| 1966–67   | Copa de los Balcanes | Grupo I          | PFC Cherno More Varna | 0 – 2 | 1 – 3  | 1 – 5     |
| 1966–67   | Copa de los Balcanes | Grupo I          | KF Partizani Tirana   | 1 - 2 | 0 - 2  | 1 - 4     |
| 1966–67   | Copa de los Balcanes | Grupo I          | Fenerbahce SK         | 1 – 0 | 1 – 3  | 2 – 3     |
| 1969–70   | Copa de Europa       | 1                | Legia Warsaw          | 1 – 2 | 0 – 8  | 1 – 10    |
| 1970–71   | Copa de Europa       | 1                | Feyenoord             | 0 – 0 | 1 – 1  | (a) 1 – 1 |
| 1970–71   | Copa de Europa       | 2                | Red Star Belgrade     | 1 – 3 | 0 – 3  | 1 – 6     |
| 1971–72   | UEFA Cup             | 1                | Austria Salzburg      | 4 – 1 | 1 – 3  | 5 – 4     |
| 1971–72   | UEFA Cup             | 2                | Zagłębie Wałbrzych    | 2 – 1 | 1 – 1  | 3 – 2     |
| 1971–72   | UEFA Cup             | 3                | Vitória de Setúbal    | 3 – 0 | 0 – 1  | 3 – 1     |
| 1971–72   | UEFA Cup             | Cuartos de final | Tottenham Hotspur     | 0 – 2 | 1 – 1  | 1 – 3     |
| 1972-73   | UEFA Cup             | 1                | IFK Norrköping        | 1 – 2 | 0 – 2  | 1 – 4     |